# Liste der Baudenkmäler in Neumarkt (Südtirol)
Die Liste der Baudenkmäler in Neumarkt (italienisch Egna) enthält die 71 als Baudenkmäler ausgewiesenen Objekte auf dem Gebiet der Gemeinde Neumarkt in Südtirol.
Basis ist das im Internet einsehbare offizielle Verzeichnis der Baudenkmäler in Südtirol. Dabei kann es sich beispielsweise um Sakralbauten, Wohnhäuser, Bauernhöfe und Adelsansitze handeln. Die Reihenfolge in dieser Liste orientiert sich an der Bezeichnung, alternativ ist sie auch nach der Adresse oder dem Datum der Unterschutzstellung sortierbar.

## Liste
| Foto |                 | Bezeichnung                                                       | Standort                                                           | Eintragung                   | Beschreibung                  | Metadaten                                                  |
| ---- | --------------- | ----------------------------------------------------------------- | ------------------------------------------------------------------ | ---------------------------- | ----------------------------- | ---------------------------------------------------------- |
| ja   | Datei hochladen | Albrecht-Dürer-Platz 1 ID: 16269                                  | Albrecht-Dürer-Platz 1 46° 16′ 18″ N, 11° 14′ 24″ O Fraktion: Laag | 11. Juni 1976 (BLR-LAB 3551) | Städtisches Wohnhaus          | KG: Laag                                                   |
| ja   | Datei hochladen | Alte Pfarrkirche St. Lorenz ID: 16270                             | 46° 16′ 12″ N, 11° 14′ 21″ O Fraktion: Laag                        | 11. Juni 1976 (BLR-LAB 3551) | Kirche                        | KG: Laag Bauparzelle: 13                                   |
| ja   | Datei hochladen | Alte Volksschule ID: 16330                                        | Fleimstaler Straße 8-9 46° 18′ 48″ N, 11° 16′ 26″ O                | 29. Aug. 1983 (BLR-LAB 4992) | Schule                        | KG: Neumarkt Bauparzelle: 303                              |
| ja   | Datei hochladen | Alter Widum ID: 16300                                             | Lauben 26-28 46° 18′ 46″ N, 11° 16′ 18″ O                          | 11. Juni 1976 (BLR-LAB 3551) | Widum/Pfarrhaus               | KG: Neumarkt Bauparzelle: 103                              |
| BW   | Datei hochladen | Altes Mesnerhaus in der Vill ID: 16325                            | 46° 19′ 23″ N, 11° 16′ 48″ O Fraktion: Vill                        | 11. Juni 1976 (BLR-LAB 3551) | Widum/Pfarrhaus               | KG: Neumarkt Bauparzelle: 219                              |
| ja   | Datei hochladen | Altes Schulhaus ID: 16299                                         | Lauben 22-24 46° 18′ 46″ N, 11° 16′ 18″ O                          | 11. Juni 1976 (BLR-LAB 3551) | Schule                        | KG: Neumarkt Bauparzelle: 102                              |
| ja   | Datei hochladen | Andreas-Hofer-Straße 1-7 ID: 16279                                | Andreas-Hofer-Straße 1-7 46° 18′ 45″ N, 11° 16′ 16″ O              | 5. Dez. 1988 (BLR-LAB 7990)  | Städtisches Wohnhaus          | KG: Neumarkt Bauparzelle: 44                               |
| ja   | Datei hochladen | Andreas-Hofer-Straße 2 ID: 16304                                  | Andreas-Hofer-Straße 2 46° 18′ 46″ N, 11° 16′ 15″ O                | 9. Mai 1950 (MD)             | Städtisches Wohnhaus          | KG: Neumarkt Bauparzelle: 114                              |
| ja   | Datei hochladen | Andreas-Hofer-Straße 4-6 ID: 16305                                | Andreas-Hofer-Straße 4-6 46° 18′ 46″ N, 11° 16′ 15″ O              | 14. Sep. 1949 (MD)           | Gasthaus                      | KG: Neumarkt Bauparzelle: 120                              |
| ja   | Datei hochladen | Andreas-Hofer-Straße 8-14 ID: 16306                               | Andreas-Hofer-Straße 8-14 46° 18′ 45″ N, 11° 16′ 14″ O             | 3. Mai 1982 (BLR-LAB 2457)   | Städtisches Wohnhaus          | KG: Neumarkt Bauparzelle: 123                              |
| BW   | Datei hochladen | Andreas-Hofer-Straße 9-13 ID: 16278                               | Andreas-Hofer-Straße 9-13 46° 18′ 45″ N, 11° 16′ 16″ O             | 5. Dez. 1988 (BLR-LAB 7990)  | Städtisches Wohnhaus          | KG: Neumarkt Bauparzelle: 43                               |
| BW   | Datei hochladen | Andreas-Hofer-Straße 15-17 ID: 18135                              | Andreas-Hofer-Straße 15-17 46° 18′ 45″ N, 11° 16′ 15″ O            | 23. Okt. 1995 (BLR-LAB 5477) | Städtisches Wohnhaus          | KG: Neumarkt Bauparzelle: 36                               |
| ja   | Datei hochladen | Andreas-Hofer-Straße 18-20 ID: 16307                              | Andreas-Hofer-Straße 18-20 46° 18′ 45″ N, 11° 16′ 14″ O            | 24. Aug. 1987 (BLR-LAB 5086) | Städtisches Wohnhaus          | KG: Neumarkt Bauparzelle: 125                              |
| BW   | Datei hochladen | Andreas-Hofer-Straße 19 ID: 16277                                 | Andreas-Hofer-Straße 19 46° 18′ 45″ N, 11° 16′ 15″ O               | 9. Mai 1950 (MD)             | Städtisches Wohnhaus          | KG: Neumarkt Bauparzelle: 29                               |
| BW   | Datei hochladen | Andreas-Hofer-Straße 21-29 ID: 50435                              | Andreas-Hofer-Straße 21-29 46° 18′ 44″ N, 11° 16′ 14″ O            | 18. Apr. 2006 (BLR-LAB 1319) | Städtisches Wohnhaus          | KG: Neumarkt Bauparzelle: 28/1                             |
| ja   | Datei hochladen | Andreas-Hofer-Straße 22 ID: 16308                                 | Andreas-Hofer-Straße 22 46° 18′ 45″ N, 11° 16′ 14″ O               | 9. Mai 1950 (MD)             | Städtisches Wohnhaus          | KG: Neumarkt Bauparzelle: 130/1, 130/2                     |
| ja   | Datei hochladen | Andreas-Hofer-Straße 30 ID: 16309                                 | Andreas-Hofer-Straße 30 46° 18′ 45″ N, 11° 16′ 13″ O               | 9. Mai 1950 (MD)             | Städtisches Wohnhaus          | KG: Neumarkt Bauparzelle: 135/1                            |
| ja   | Datei hochladen | Andreas-Hofer-Straße 32 ID: 16310                                 | Andreas-Hofer-Straße 32 46° 18′ 44″ N, 11° 16′ 12″ O               | 9. Mai 1950 (MD)             | Städtisches Wohnhaus          | KG: Neumarkt Bauparzelle: 136                              |
| BW   | Datei hochladen | Andreas-Hofer-Straße 37 ID: 18202                                 | Andreas-Hofer-Straße 37 46° 18′ 44″ N, 11° 16′ 13″ O               | 9. Mai 1950 (MD)             | Städtisches Wohnhaus          | KG: Neumarkt Bauparzelle: 21, 22, 23                       |
| ja   | Datei hochladen | Andreas-Hofer-Straße 44 ID: 16311                                 | Andreas-Hofer-Straße 44 46° 18′ 44″ N, 11° 16′ 11″ O               | 9. Mai 1950 (MD)             | Städtisches Wohnhaus          | KG: Neumarkt Bauparzelle: 154                              |
| ja   | Datei hochladen | Andreas-Hofer-Straße 52-54 ID: 16312                              | Andreas-Hofer-Straße 52-54 46° 18′ 43″ N, 11° 16′ 10″ O            | 9. Mai 1950 (MD)             | Städtisches Wohnhaus          | KG: Neumarkt Bauparzelle: 161/1, 161/2                     |
| ja   | Datei hochladen | Andreas-Hofer-Straße 56-58 ID: 16313                              | Andreas-Hofer-Straße 56-58 46° 18′ 43″ N, 11° 16′ 9″ O             | 11. Juni 1976 (BLR-LAB 3551) | Städtisches Wohnhaus          | KG: Neumarkt Bauparzelle: 162, 163                         |
| ja   | Datei hochladen | Andreas-Hofer-Straße 57 ID: 16275                                 | Andreas-Hofer-Straße 57 46° 18′ 43″ N, 11° 16′ 12″ O               | 29. Aug. 1983 (BLR-LAB 4992) | Städtisches Wohnhaus          | KG: Neumarkt Bauparzelle: 16                               |
| ja   | Datei hochladen | Andreas-Hofer-Straße 60-64 ID: 16314                              | Andreas-Hofer-Straße 60-64 46° 18′ 42″ N, 11° 16′ 9″ O             | 29. Aug. 1983 (BLR-LAB 4992) | Städtisches Wohnhaus          | KG: Neumarkt Bauparzelle: 164/1                            |
| ja   | Datei hochladen | Andreas-Hofer-Straße 65-69 ID: 16274                              | Andreas-Hofer-Straße 65-69 46° 18′ 43″ N, 11° 16′ 11″ O            | 9. Mai 1950 (MD)             | Städtisches Wohnhaus          | KG: Neumarkt Bauparzelle: 10/1, 10/2                       |
| ja   | Datei hochladen | Andreas-Hofer-Straße 73 ID: 16273                                 | Andreas-Hofer-Straße 73 46° 18′ 42″ N, 11° 16′ 10″ O               | 11. Juni 1976 (BLR-LAB 3551) | Städtisches Wohnhaus          | KG: Neumarkt Bauparzelle: 5                                |
| BW   | Datei hochladen | Trientner Straße 31-33 ID: 16286                                  | Trientner Straße 31-33 46° 18′ 46″ N, 11° 16′ 22″ O                | 27. Mai 1963 (MD)            | Städtisches Wohnhaus          | KG: Neumarkt Bauparzelle: 63/1, 63/2                       |
| ja   | Datei hochladen | Caldiff ID: 16331                                                 | 46° 18′ 52″ N, 11° 17′ 8″ O Fraktion: Mazon                        | 14. Sep. 1949 (MD)           | Burgruine                     | KG: Neumarkt Grundparzelle: 386/1                          |
| ja   | Datei hochladen | Fleimstaler Straße 2-4 ID: 16287                                  | Fleimstaler Straße 2-4 46° 18′ 46″ N, 11° 16′ 23″ O                | 27. Mai 1963 (MD)            | Städtisches Wohnhaus          | KG: Neumarkt Bauparzelle: 64/1, 64/2                       |
| ja   | Datei hochladen | Fleimstaler Straße 3-5 ID: 16294                                  | Fleimstaler Straße 3-5 46° 18′ 47″ N, 11° 16′ 24″ O                | 11. Juni 1976 (BLR-LAB 3551) | Städtisches Wohnhaus          | KG: Neumarkt Bauparzelle: 84                               |
| ja   | Datei hochladen | Fleimstaler Straße 6-12 ID: 16288                                 | Fleimstaler Straße 6-12 46° 18′ 46″ N, 11° 16′ 25″ O               | 14. Sep. 1949 (MD)           | Ländliches Wohnhaus/Bauernhof | KG: Neumarkt Bauparzelle: 66                               |
| ja   | Datei hochladen | Fleimstaler Straße 7 ID: 16291                                    | Fleimstaler Straße 7 46° 18′ 49″ N, 11° 16′ 27″ O                  | 14. Sep. 1949 (MD)           | Städtisches Wohnhaus          | KG: Neumarkt Bauparzelle: 76                               |
| ja   | Datei hochladen | Fleimstaler Straße 14-22 ID: 16289                                | Fleimstaler Straße 14-22 46° 18′ 47″ N, 11° 16′ 27″ O              | 11. Juni 1976 (BLR-LAB 3551) | Städtisches Wohnhaus          | KG: Neumarkt Bauparzelle: 67                               |
| ja   | Datei hochladen | Fleimstaler Straße 27 ID: 16315                                   | Fleimstaler Straße 27 46° 18′ 50″ N, 11° 16′ 32″ O                 | 11. Juni 1976 (BLR-LAB 3551) | Städtisches Wohnhaus          | KG: Neumarkt Bauparzelle: 172                              |
| ja   | Datei hochladen | Freiheitsplatz 1-2 ID: 16266                                      | Freiheitsplatz 1-2 46° 16′ 19″ N, 11° 14′ 21″ O Fraktion: Laag     | 11. Juni 1976 (BLR-LAB 3551) | Städtisches Wohnhaus          | KG: Laag Bauparzelle: 5                                    |
| ja   | Datei hochladen | Freiheitsplatz 3-5 ID: 16268                                      | Freiheitsplatz 3-5 46° 16′ 18″ N, 11° 14′ 21″ O Fraktion: Laag     | 11. Juni 1976 (BLR-LAB 3551) | Städtisches Wohnhaus          | KG: Laag Bauparzelle: 8/10, 8/5                            |
| BW   | Datei hochladen | Gallushof ID: 16271                                               | Romstraße 1 46° 18′ 38″ N, 11° 16′ 8″ O                            | 9. Mai 1950 (MD)             | Ländliches Wohnhaus/Bauernhof | KG: Neumarkt Bauparzelle: 2                                |
| ja   | Datei hochladen | Gfrillner Weg 1-5 ID: 16267                                       | Gfrillner Weg 1-5 46° 16′ 19″ N, 11° 14′ 22″ O Fraktion: Laag      | 14. Sep. 1949 (MD)           | Städtisches Wohnhaus          | KG: Laag Bauparzelle: 6/3                                  |
| ja   | Datei hochladen | Glener Weg 9-11 ID: 16322                                         | Glener Weg 9-11 46° 19′ 0″ N, 11° 16′ 59″ O Fraktion: Vill         | 14. Sep. 1949 (MD)           | Ländliches Wohnhaus/Bauernhof | KG: Neumarkt Bauparzelle: 200/2                            |
| ja   | Datei hochladen | Griesfeld ID: 16316                                               | 46° 18′ 52″ N, 11° 16′ 35″ O                                       | 11. Juni 1976 (BLR-LAB 3551) | Städtisches Wohnhaus          | KG: Neumarkt Bauparzelle: 176                              |
| ja   | Datei hochladen | Hotel Post ID: 16295                                              | 46° 18′ 47″ N, 11° 16′ 23″ O                                       | 11. Juni 1976 (BLR-LAB 3551) | Hotel                         | KG: Neumarkt Bauparzelle: 87/1                             |
| ja   | Datei hochladen | Kapuzinerkloster und -kirche zu den Vierzehn Nothelfern ID: 16292 | Boznerstraße 2 46° 18′ 52″ N, 11° 16′ 24″ O                        | 11. Juni 1976 (BLR-LAB 3551) | Kloster                       | KG: Neumarkt Bauparzelle: 78/1, 79                         |
| ja   | Datei hochladen | Klosterhof in der Vill ID: 16328                                  | 46° 19′ 23″ N, 11° 16′ 51″ O Fraktion: Vill                        | 11. Juni 1976 (BLR-LAB 3551) | Ländliches Wohnhaus/Bauernhof | KG: Neumarkt Bauparzelle: 228                              |
| ja   | Datei hochladen | Klösterle ID: 16264                                               | 46° 17′ 22″ N, 11° 14′ 45″ O Fraktion: Laag                        | 11. Juni 1976 (BLR-LAB 3551) | Spital                        | KG: Laag Bauparzelle: 1 Grundparzelle: 36                  |
| ja   | Datei hochladen | Kohler in Mazon ID: 16320                                         | 46° 18′ 44″ N, 11° 16′ 50″ O Fraktion: Mazon                       | 11. Juni 1976 (BLR-LAB 3551) | Ländliches Wohnhaus/Bauernhof | KG: Neumarkt Bauparzelle: 186                              |
| BW   | Datei hochladen | Körber in der Vill ID: 16323                                      | 46° 19′ 24″ N, 11° 16′ 47″ O Fraktion: Vill                        | 11. Juni 1976 (BLR-LAB 3551) | Ländliches Wohnhaus/Bauernhof | KG: Neumarkt Bauparzelle: 217                              |
| ja   | Datei hochladen | Lauben 6-8 ID: 16296                                              | Lauben 6-8 46° 18′ 46″ N, 11° 16′ 21″ O                            | 14. Sep. 1949 (MD)           | Städtisches Wohnhaus          | KG: Neumarkt Bauparzelle: 93                               |
| ja   | Datei hochladen | Lauben 9 ID: 16285                                                | Lauben 9 46° 18′ 45″ N, 11° 16′ 21″ O                              | 14. Sep. 1949 (MD)           | Städtisches Wohnhaus          | KG: Neumarkt Bauparzelle: 56, 58                           |
| ja   | Datei hochladen | Lauben 10-14 ID: 16297                                            | Lauben 10-14 46° 18′ 46″ N, 11° 16′ 20″ O                          | 11. Juni 1976 (BLR-LAB 3551) | Städtisches Wohnhaus          | KG: Neumarkt Bauparzelle: 100                              |
| ja   | Datei hochladen | Lauben 11-17 ID: 16284                                            | Lauben 11-17 46° 18′ 45″ N, 11° 16′ 20″ O                          | 14. Sep. 1949 (MD)           | Städtisches Wohnhaus          | KG: Neumarkt Bauparzelle: 52/1, 52/2, 750                  |
| ja   | Datei hochladen | Lauben 16-20 ID: 16298                                            | Lauben 16-20 46° 18′ 46″ N, 11° 16′ 19″ O                          | 14. Sep. 1949 (MD)           | Palais (Steiner-Haus)         | KG: Neumarkt Bauparzelle: 101/1, 101/2, 101/3              |
| ja   | Datei hochladen | Lauben 21 ID: 16283                                               | Lauben 21 46° 18′ 45″ N, 11° 16′ 19″ O                             | 14. Sep. 1949 (MD)           | Städtisches Wohnhaus          | KG: Neumarkt Bauparzelle: 51/1, 51/2                       |
| ja   | Datei hochladen | Lauben 23-25 ID: 16282                                            | Lauben 23-25 46° 18′ 45″ N, 11° 16′ 19″ O                          | 29. Aug. 1983 (BLR-LAB 4992) | Städtisches Wohnhaus          | KG: Neumarkt Bauparzelle: 50                               |
| ja   | Datei hochladen | Lauben 27-29 ID: 16281                                            | Lauben 27-29 46° 18′ 45″ N, 11° 16′ 18″ O                          | 11. Juni 1976 (BLR-LAB 3551) | Städtisches Wohnhaus          | KG: Neumarkt Bauparzelle: 49                               |
| ja   | Datei hochladen | Lauben 30-32 ID: 16301                                            | Lauben 30-32 46° 18′ 47″ N, 11° 16′ 17″ O                          | 14. Sep. 1949 (MD)           | Städtisches Wohnhaus          | KG: Neumarkt Bauparzelle: 105                              |
| ja   | Datei hochladen | Lauben 31 ID: 16280                                               | Lauben 31 46° 18′ 45″ N, 11° 16′ 18″ O                             | 11. Juni 1976 (BLR-LAB 3551) | Städtisches Wohnhaus          | KG: Neumarkt Bauparzelle: 48                               |
| ja   | Datei hochladen | Lauben 34-36 ID: 16302                                            | Lauben 34-36 46° 18′ 47″ N, 11° 16′ 17″ O                          | 11. Juni 1976 (BLR-LAB 3551) | Städtisches Wohnhaus          | KG: Neumarkt Bauparzelle: 106                              |
| ja   | Datei hochladen | Lauben 38-40 ID: 16303                                            | Lauben 38-40 46° 18′ 47″ N, 11° 16′ 16″ O                          | 14. Sep. 1949 (MD)           | Städtisches Wohnhaus          | KG: Neumarkt Bauparzelle: 107                              |
| ja   | Datei hochladen | Mesnerhaus in der Vill ID: 16324                                  | 46° 19′ 20″ N, 11° 16′ 47″ O Fraktion: Vill                        | 11. Juni 1976 (BLR-LAB 3551) | Widum/Kanonikerhaus           | KG: Neumarkt Bauparzelle: 218                              |
| ja   | Datei hochladen | Oberer Yngram ID: 16319                                           | Mazoner Straße 15-17 46° 18′ 45″ N, 11° 16′ 50″ O                  | 11. Juni 1976 (BLR-LAB 3551) | Ländliches Wohnhaus/Bauernhof | KG: Neumarkt Bauparzelle: 184                              |
| ja   | Datei hochladen | Palais Longo ID: 16290                                            | Fleimstaler Straße 30-32 46° 18′ 48″ N, 11° 16′ 30″ O              | 14. Sep. 1949 (MD)           | Ansitz                        | KG: Neumarkt Bauparzelle: 68                               |
| ja   | Datei hochladen | Pfarrkirche St. Nikolaus mit Friedhof ID: 16272                   | Andreas-Hofer-Straße 46° 18′ 41″ N, 11° 16′ 10″ O                  | 11. Juni 1976 (BLR-LAB 3551) | Kirche                        | KG: Neumarkt Bauparzelle: 3, 4 Grundparzelle: 7            |
| ja   | Datei hochladen | Rathaus ID: 16293                                                 | Rathausring 7 46° 18′ 50″ N, 11° 16′ 23″ O                         | 11. Juni 1976 (BLR-LAB 3551) | Verwaltungsbau                | KG: Neumarkt Bauparzelle: 80/1, 80/3                       |
| BW   | Datei hochladen | Schlosshof in der Vill ID: 16327                                  | 46° 19′ 18″ N, 11° 16′ 56″ O Fraktion: Vill                        | 11. Juni 1976 (BLR-LAB 3551) | Ländliches Wohnhaus/Bauernhof | KG: Neumarkt Bauparzelle: 222                              |
| ja   | Datei hochladen | St. Florian ID: 16265                                             | 46° 17′ 10″ N, 11° 14′ 26″ O Fraktion: Laag                        | 11. Juni 1976 (BLR-LAB 3551) | Kirche                        | KG: Laag Bauparzelle: 4                                    |
| ja   | Datei hochladen | St. Leonhard beim Leitgeb in Gfrill ID: 18070                     | 46° 16′ 45″ N, 11° 17′ 18″ O Fraktion: Gfrill                      | 16. Juni 1975 (BLR-LAB 2907) | Kapelle                       | KG: Neumarkt Bauparzelle: 258                              |
| ja   | Datei hochladen | St. Michael in Mazon ID: 16317                                    | 46° 18′ 42″ N, 11° 16′ 46″ O Fraktion: Mazon                       | 11. Juni 1976 (BLR-LAB 3551) | Kirche                        | KG: Neumarkt Bauparzelle: 181                              |
| ja   | Datei hochladen | Trattmann in Mazon ID: 16321                                      | 46° 18′ 44″ N, 11° 16′ 51″ O Fraktion: Mazon                       | 11. Juni 1976 (BLR-LAB 3551) | Ländliches Wohnhaus/Bauernhof | KG: Neumarkt Bauparzelle: 187                              |
| ja   | Datei hochladen | Unsere Liebe Frau in der Vill ID: 16326                           | 46° 19′ 22″ N, 11° 16′ 48″ O Fraktion: Vill                        | 11. Juni 1976 (BLR-LAB 3551) | Kirche                        | KG: Neumarkt Bauparzelle: 220 Grundparzelle: 583, 584, 624 |
| ja   | Datei hochladen | Unterer Yngram ID: 16318                                          | 46° 18′ 46″ N, 11° 16′ 49″ O Fraktion: Mazon                       | 11. Juni 1976 (BLR-LAB 3551) | Städtisches Wohnhaus          | KG: Neumarkt Bauparzelle: 183                              |
| ja   | Datei hochladen | Viller Schlössl ID: 18069                                         | 46° 19′ 20″ N, 11° 16′ 59″ O Fraktion: Vill                        | 14. Sep. 1949 (MD)           | Ländliches Wohnhaus/Bauernhof | KG: Neumarkt Bauparzelle: 223                              |

Falls bei einem Baudenkmal keine Koordinaten bekannt sind, werden ersatzweise die Katasterdaten zum Zeitpunkt der Unterschutzstellung angegeben. Diese sind weder offiziell noch zwingend aktuell.
Die vom Landesdenkmalamt übernommenen Adressen können veraltet sein.
| Foto:   | Fotografie des Denkmals. Klicken des Fotos erzeugt eine vergrößerte Ansicht. Daneben finden sich zwei Symbole: |
| ID      | Identifikator beim Südtiroler Landesdenkmalamt                                                                 |
| KG      | Katastralgemeinde                                                                                              |
| MD      | Ministerialdekret                                                                                              |
| BLR-LAB | Beschluss der Landesregierung – Landesausschussbeschluss                                                       |